# اویغورستان
اویغورستان (به اویغوری: ئۇیغۇریستان، تلفظ Uiguràstan)، به معنی "سرزمین اویغورها " یک نام مورد استفاده توسط ملی‌گرایان اویغور برای اشاره به منطقه‌ی ترکستان شرقی در چین است و یک نام پیشنهادی برای کشور مستقل ایغورها است. همچنین به سادگی بعنوان جایگزینی برای نام‌های ترکستان شرقی و سین کیانگ (نام چینی و رسمی منطقه) که به معنای "سلطنت جدید" است، استفاده می‌شود. فی‌الواقع اویغورستان نامی بود که جغرافی‌دانان مسلمان به این منطقه داده بودند.